# Godfryd z Amiens
Święty Godfryd (ur. ok. 1065, zm. 8 listopada 1115 w Soissons) – święty katolicki, biskup Amiens.

## Życie
Od piątego roku życia wychowywał się w klasztorze Mont-Saint-Quentin w pobliżu Péronne. W 1090 roku otrzymał święcenia kapłańskie i został wybrany przełożonym benedyktyńskiego klasztoru Nogent-sous-Coucy. W 1104 roku na mocy ustaleń synodu w Troyes musiał przyjąć sakrę Amiens.
Święty Godfryd zwalczał symonię, był reformatorem życia klasztornego, popierał powstające nowe wspólnoty zakonne, był zwolennikiem reform kościelnych, stał na straży celibatu i dyscypliny kleru.
Reformatorskie zapędy i obrona mieszczan wywołały opór miejscowego społeczeństwa, co doprowadziło do jego wyjazdu do La Grande Chartreuse w listopadzie 1114 roku. Wezwany do powrotu przez biskupów zgromadzonych na synodzie w Beauvais powrócił, by wziąć udział w synodzie w Châlons. Zmarł w drodze z Reims do swojej diecezji, w opactwie St. Crépin (św. Kryspina) i tam został pochowany.

## Kult
Święty Godfryd zmarł w opinii świętości i szybko został otoczony czcią. W księgach liturgicznych jego postać przywołano dopiero w XVI wieku.
Wspomnienie świętego Godfryda obchodzone jest 8 listopada.